# Salto con gli sci ai XIX Giochi olimpici invernali
Nel salto con gli sci ai XIX Giochi olimpici invernali furono disputate tre gare, tutte riservate agli atleti di sesso maschile.

## Risultati

### Trampolino normale
La gara dal trampolino normale si disputò il 10 febbraio sul trampolino K90 dello Utah Olympic Park Jumps e parteciparono 60 atleti, che effettuarono due salti con valutazione della distanza e dello stile. Per la prima volta in sede olimpica fu effettuata una prova di qualificazione per determinare i 38 finalisti che si sarebbero aggiunto ai 12 ammessi di diritto grazie alla classifica della Coppa del Mondo.
| Posizione | Atleta               | Nazione   | Punti |
| --------- | -------------------- | --------- | ----- |
| 1         | Simon Ammann         | Svizzera  | 269,0 |
| 2         | Sven Hannawald       | Germania  | 267,5 |
| 3         | Adam Małysz          | Polonia   | 263,0 |
| 4         | Janne Ahonen         | Finlandia | 261,5 |
| 5         | Veli-Matti Lindström | Finlandia | 253,0 |
| 6         | Matti Hautamäki      | Finlandia | 252,5 |
| 7         | Martin Schmitt       | Germania  | 250,0 |
| 8         | Michael Uhrmann      | Germania  | 245,0 |
| 9         | Kazuyoshi Funaki     | Giappone  | 243,0 |
| 10        | Primož Peterka       | Slovenia  | 240,5 |

### Trampolino lungo
La gara dal trampolino lungo si disputò il 13 febbraio sul trampolino K120 dello Utah Olympic Park Jumps e parteciparono 66 atleti, che effettuarono due salti con valutazione della distanza e dello stile. Per la prima volta in sede olimpica fu effettuata una prova di qualificazione per determinare i 38 finalisti che si sarebbero aggiunto ai 12 ammessi di diritto grazie alla classifica della Coppa del Mondo.
| Posizione | Atleta            | Nazione   | Punti |
| --------- | ----------------- | --------- | ----- |
| 1         | Simon Ammann      | Svizzera  | 281,4 |
| 2         | Adam Małysz       | Polonia   | 269,7 |
| 3         | Matti Hautamäki   | Finlandia | 256,0 |
| 4         | Sven Hannawald    | Germania  | 255,3 |
| 5         | Stefan Horngacher | Austria   | 247,2 |
| 6         | Andreas Küttel    | Svizzera  | 245,6 |
| 7         | Kazuyoshi Funaki  | Giappone  | 245,5 |
| 8         | Martin Koch       | Austria   | 244,5 |
| 9         | Janne Ahonen      | Finlandia | 241,5 |
| 10        | Martin Schmitt    | Germania  | 240,4 |

### Gara a squadre
La gara a squadre si disputò il 13 febbraio sul trampolino K120 dello Utah Olympic Park Jumps e parteciparono 13 squadre nazionali, che effettuarono due salti con valutazione della distanza e dello stile. Ogni squadra era composta da quattro atleti; ai fini del punteggio vennero conteggiati tutti e quattro i salti di ogni serie.
| Posizione | Nazione       | Atleta                                                              | Punti |
| --------- | ------------- | ------------------------------------------------------------------- | ----- |
| 1         | Germania      | Martin Schmitt Sven Hannawald Stephan Hocke Michael Uhrmann         | 974,1 |
| 2         | Finlandia     | Risto Jussilainen Matti Hautamäki Veli-Matti Lindström Janne Ahonen | 974,0 |
| 3         | Slovenia      | Primož Peterka Peter Žonta Robert Kranjec Damjan Fras               | 946,3 |
| 4         | Austria       | Stefan Horngacher Andreas Widhölzl Wolfgang Loitzl Martin Höllwarth | 926,8 |
| 5         | Giappone      | Masahiko Harada Hiroki Yamada Hideharu Miyahira Kazuyoshi Funaki    | 926,0 |
| 6         | Polonia       | Robert Mateja Tomisław Tajner Tomasz Pochwała Adam Małysz           | 848,1 |
| 7         | Svizzera      | Marco Steinauer Sylvain Freiholz Andreas Küttel Simon Ammann        | 818,3 |
| 8         | Corea del Sud | Choi Heung-chul Choi Yong-jik Kim Hyun-ki Kang Chil-gu              | 801,6 |
| 9         | Norvegia      | Tommy Ingebrigtsen Lars Bystøl Anders Bardal Roar Ljøkelsøy         | 790,8 |
| 10        | Francia       | Emmanuel Chedal Rémi Santiago Florentin Durand Nicolas Dessum       | 755,1 |

## Medagliere per nazioni
| Pos. | Paese     | Oro | Argento | Bronzo | Totale |
| ---- | --------- | --- | ------- | ------ | ------ |
| 1    | Svizzera  | 2   | 0       | 0      | 2      |
| 2    | Germania  | 1   | 1       | 0      | 2      |
| 3    | Finlandia | 0   | 1       | 1      | 2      |
|      | Polonia   | 0   | 1       | 1      | 2      |
| 5    | Slovenia  | 0   | 0       | 1      | 1      |